# Ильичёв, Леонид Александрович
Ильичёв, Леонид Александрович (16 августа 1919, Строевая Гора, Иваново-Вознесенская губерния — 16 мая 2004) — советский государственный деятель, председатель Челябинского Исполнительного комитета в 1961—1971 годах, участник Великой Отечественной войны.

## Биография
Родился в семье крестьян. В 1937 году поступил в Ивановский химико-технологический институт. В 1941 году был призван в ряды Красной Армии. В 1947 году, после демобилизации, окончил институт и работал начальником смены, начальником цеха Ярославского лакокрасочного завода. В 1950 году направлен Министерством химической промышленности на Челябинский лакокрасочный завод начальником цеха диоксида титана с заданием пустить цех и освоить производство. В 1953 году назначен заместителем директора по общим вопросам. В 1956 году избран 2-м, затем 1-м секретарём райкома партии Сталинского р-на Челябинска (ныне Центральный район).
В 1961—1971 годах являлся председателем Челябгорисполкома. С февраля 1971 года по октябрь 1984 работал 2-м секретарём Челябинского обкома КПСС, являлся депутатом и членом Президиума Верховного Совета РСФСР. Избирался делегатом 22, 23, 24-го съездов КПСС.
Под руководством и при участии Ильичёва в городе были построены: Челябинский драматический театр, Дворец спорта «Юность», Торговый центр, цирк, молодёжный комплекс на Алом поле, Северо-Западный жилой массив, шла реконструкция ЧТЗ и ЧМЗ, электролитно-цинкового и лакокрасочного заводов. Началось массовое жилое строительство, был разработан и принят генеральный план Челябинска (1967). Также он внёс большой вклад в строительство Сосновской, Челябинской и Шершнёвской птицефабрик, Дубровского животноводческого комплекса, Сосновского свинокомплекса и других сельхозпредприятий, обеспечивающих жителей Челябинска продуктами питания. С 1984 года на пенсии.
Награждён орденом Октябрьской Революции и двумя орденами Трудового Красного Знамени. 9 сентября 1996 года присвоено звание почётного гражданина Челябинска.